# 角巨膝蛛
角巨膝蛛（学名：Opopaea cornuta）为卵形蛛科巨膝蛛属的动物。在中国大陆，分布于湖南、云南等地，多栖息于落叶层。该物种的模式产地在湖南、云南。